# 세인트 마틴 인 더 필즈 아카데미 실내 관현악단

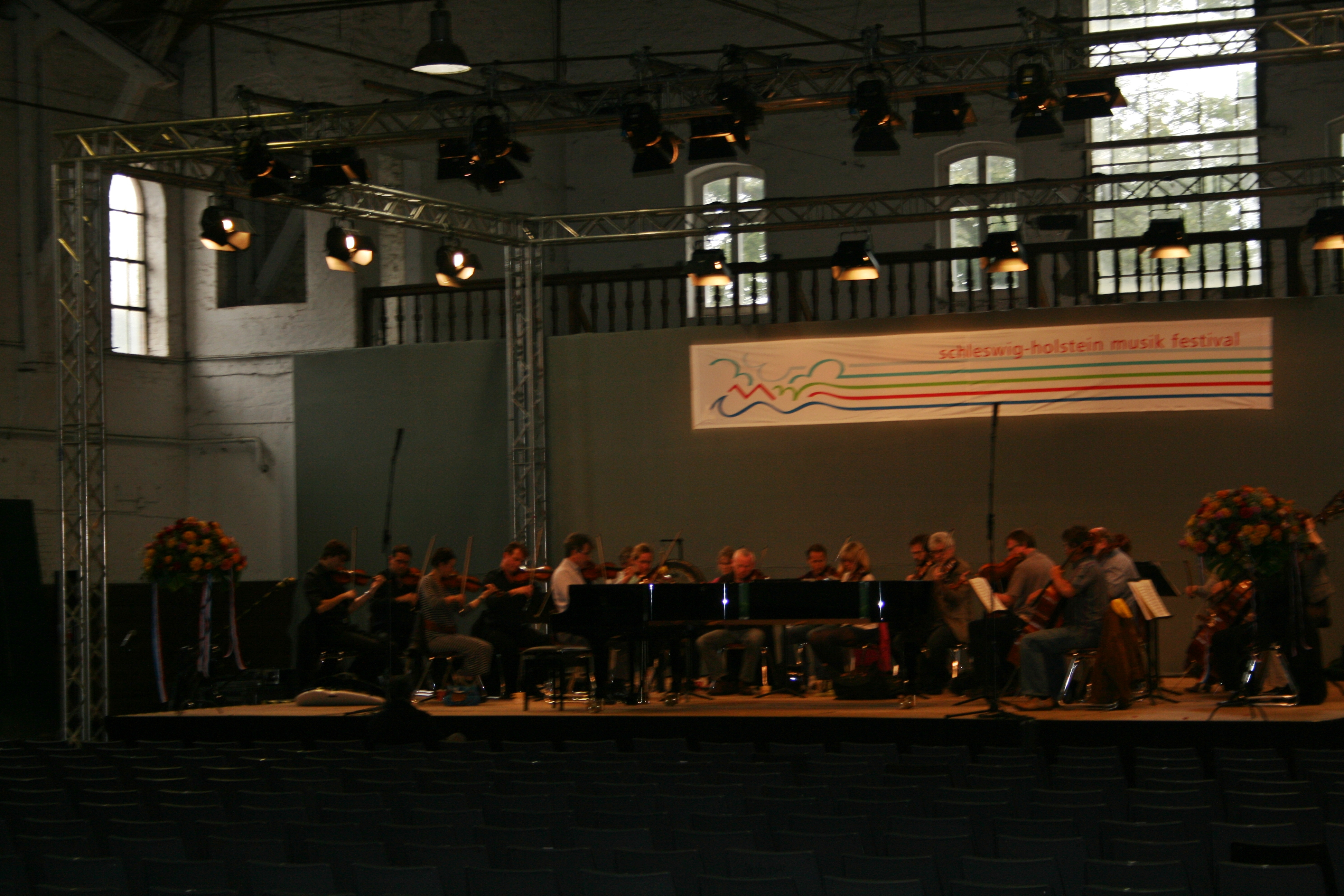

아카데미 실내 관현악단(Academy of St Martin in the Fields)은 영국의 관현악단이다.
네빌 마리너에 의해 1958년 창립된 아카데미 관현악단은 1959년 11월 13일 세인트 마틴 인더 필즈에서 첫 연주회를 갖고 그 이름을 따서 명명되었다. 창립 당시에는 현악기 중심의 소규모 악단이었으나 네빌 마리너가 적극적으로 관악기 연주자들을 채용하여 관현악단으로써의 모습을 갖추었고, 500회 이상의 음반 취입을 통해 20세기 중반의 바로크 음악의 중흥에 크게 기여했다.
네빌 마리너는 1970년대에 주 지휘자에서 물러나 창립자 겸 대표로 있었다. 2011년부터 조슈아 벨을 음악 감독으로 임명하였다.